# Понорниця
Поно́рниця — селище в України, адміністративний центр Понорницької селищної громади Новгород-Сіверського району Чернігівської області. Поселення розташоване на пагорбках обох берегів невеличкої річки Вербка.

## Назва
Назва селища походить від слова Понора, яке має два значення: перше — округла або видовжена воронкоподібна заглибина, в якій зникають поверхневі води, в тому числі й води річки, а друге — яр.

## Історія
Перша згадка про Понорницю як поселення сягає 1618 року. В період Національно-визвольної війни українського народу 1648—1657 років село Понорниця набуло статусу адміністративного центру Понорницької козацької сотні, яка вперше згадується у документах 1654 року у складі Ніжинського козацького полку. У 1663 році, в ході адміністративного реформування Ніжинського полку, Понорницька сотня була передана до складу Чернігівського козацького полку, в якому й перебувала до його розформування у 1781 році. Козаки Понорницької сотні неодноразово брали участь у воєнних діях.
У 1864 році відкрита перша земська школа в містечку Понорниця, яка мала назву Народне училище, на той час друге у Чернігівській губернії. Станом на 1897 рік в містечку налічувалося 932 подвір'їв та мешкало 4 782 особи. Працювали понад 30 лавок, щотижневі базари, відбувалось 4 ярмарки на рік. На території містечка знаходилися єврейський молитовний дім і дві православні церкви — дерев'яна Різдво-Богородицька (1789) та кам'яна Михайлівська (1819), які були знищені при радянській владі у першій половині ХХ століття.
Щодо господарського життя містечка Понорниці, то його основою було сільське господарство. Серед вирощуваних культур переважали зернові. Вирощували також гречку, городину. Важливе місце в економіці займало і тваринництво. Серед промислів переважало бондарство, гончарство, поширеним було пасічництво, випліталися на продаж риболовецькі сіті.
Після більшовицького жовтневого перевороту 1917 року Понорниця — у складі УНР. У містечку встановлюється українська влада. Після більшовицької окупації України на початку 1920 року в Понорниці встановлена радянська влада. З 1923 року містечко стало адміністративним центром Понорницького району Новгород-Сіверської округи, Чернігівської губернії, 1023 двори, 4924 мешканця. У 1928 році утворений перший колгосп в Понорниці. Загнані у колгосп селяни не бажали працювати задарма на державу. У 1929 році червона влада розпочала систематичний терор проти тих незалежних селян Понорниці, які чинили спротив. Під час організованого радянською владою Голодомору 1932—1933 років померло щонайменше 99 жителів селища.
Під час Другої світової війни 1271 житель селища воював у лавах російської окупаційної Червоної армії, а згодом — радянської армії, з них 738 — нагороджені орденами та медалями, 462 — загинули. Під час німецької окупації в урочищі Салотопка німецькими військами розстріляно 297 жителів селища Понорниця. У 1954 році в центрі Понорниці був встановлений пам'ятник на братській могилі. Після звільнення Чернігівщини у 1943 році від німців радянська влада знову почала відновлювати колгоспи. Жертв комуністичного терору, постраждалих внаслідок геноциду українського народу, проведеного урядом СРСР у 1932—1933 та 1946—1947 роках, вшановано пам'ятним знаком, встановленим 2008 року в центрі Понорниці.
Після війни життя в районному центрі Понорниця поступово налагоджується. За даними всесоюзного перепису населення 1959 року в селі Понорниця було 4911 осіб населення. У 1960 році село Понорниця набуло статусу селища міського типу. У 1962 році Понорницький район був розформований. Територію Понорницької селищної ради у 1965 році передано до складу відновленого Коропського району.
У 2013 році була відремонтована і комп'ютеризована середня школа, проведена газифікація Понорниці. У 2006 році частина земель Понорницької селищної ради, в тому числі й Рихлівська дача, увійшла до складу Мізинського національного природного парку (МНПП). У 2016 році населення Понорниці становило 2 178 осіб.
22 грудня 2019 року, в ході децентралізації, утворена Понорницька селищна громада, до складу якої увійшли, крім Понорниці, ще 16 сіл із населенням близько 8 000 осіб.
12 червня 2020 року, відповідно до розпорядження Кабінету Міністрів України № 730-р «Про визначення адміністративних центрів та затвердження територій територіальних громад Чернігівської області», затверджено склад Понорницької селищної громади.
19 липня 2020 року, в результаті адміністративно-територіальної реформи та ліквідації Коропського району, селище увійшло до складу новоутвореного Новгород-Сіверського району Чернігівської області.
26 січня 2024 року в Україні набув чинності Закон № 3285-IX, який передбачає дерадянізацію адміністративно-територіального устрою України, селище міського типу Понорниця набуло статусу селища.

## Населення
| 1866 | 1885 | 1897 | 1959 | 1980 | 1989 | 2006 | 2016 | 2024 |
| ---- | ---- | ---- | ---- | ---- | ---- | ---- | ---- | ---- |
| 3056 | 3312 | 4782 | 4911 | 4265 | 3632 | 2778 | 2178 | 1901 |

### Мова
| українська мова | російська |
| --------------- | --------- |
| 98,27 %         | 1,40 %    |

## Видатні особи
Уродженці селища:
- Дмитро Гордієнко ({н}} 1977) — український історик, джеререлознавець, науковець.
- Петро Загорський (1764—1846) — український анатом і фізіолог, основоположник першої анатомічної школи, автор робіт з питань порівняльної анатомії, тератології.
- Петро Кузьменко (1831—1874) — український письменник і етнограф. Закінчив у 1859 році Чернігівську духовну семінарію. Працював вчителем в Понорниці. Друкувався, зокрема в «Чернігівському листку». Йому належать романтичні вірші («Журба», «Любов» тощо), оповідання «Не так ждалося, та так склалось»,
- Софія Мануйлович (1892—1971) — українська актриса, драматург та режисер радянських часів.
- Дмитро Наливайко (1929—2023) — український літературознавець, академік.
- Сергій Поздняков (1995—2023) — молодший сержант Збройних сил України, учасник російсько-української війни.

## Галерея

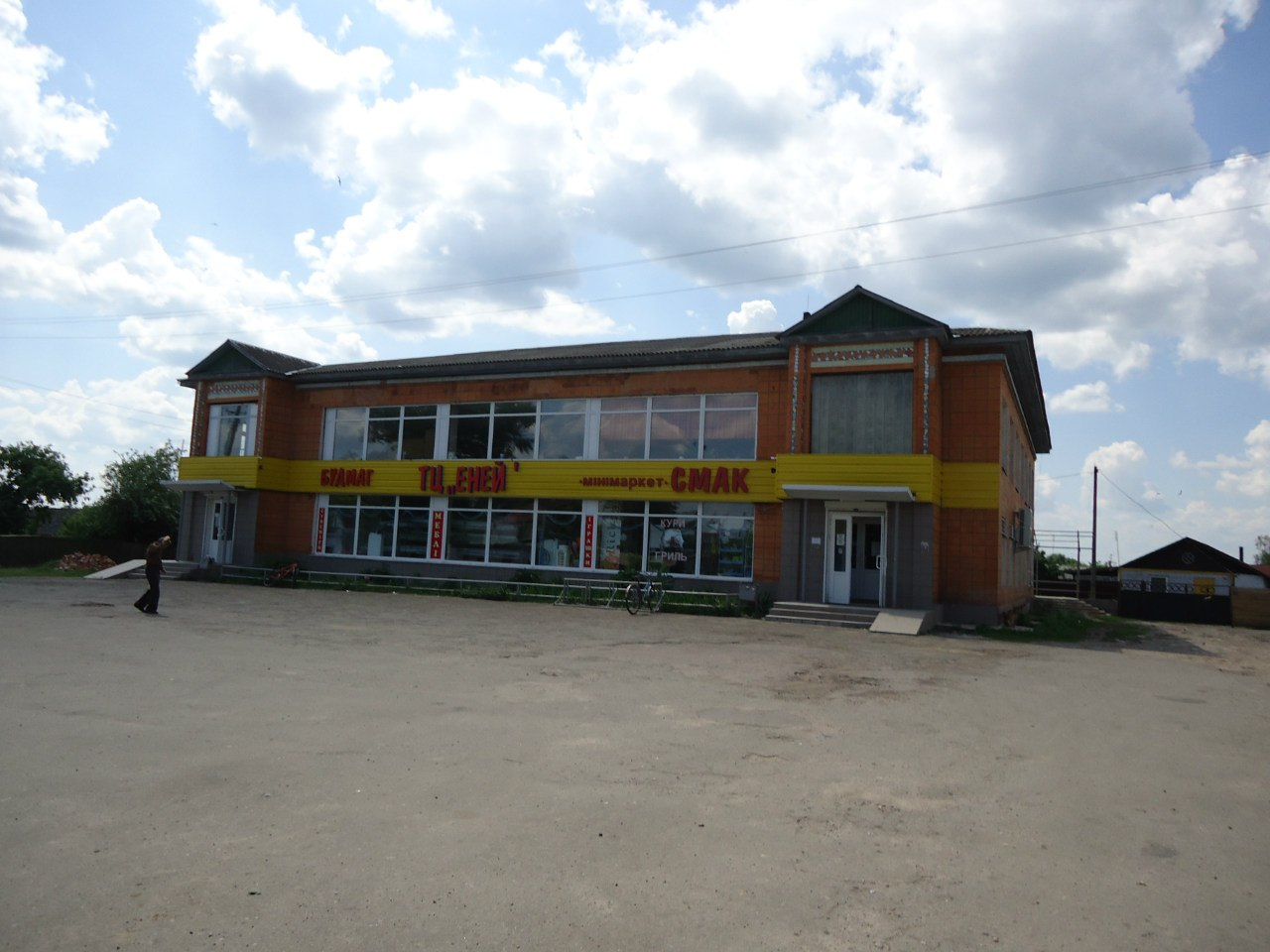
ТЦ «Еней»
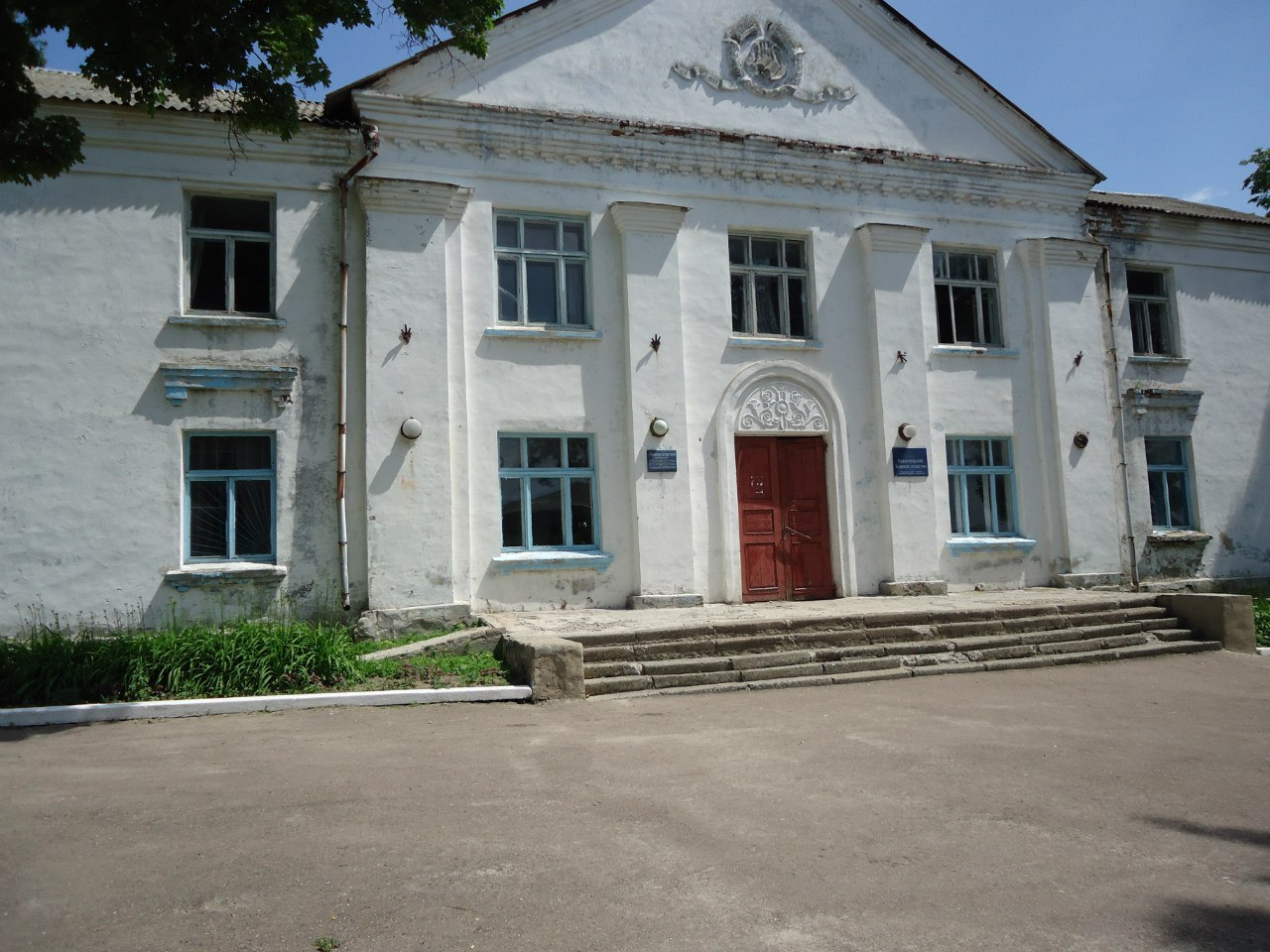
Будинок культури
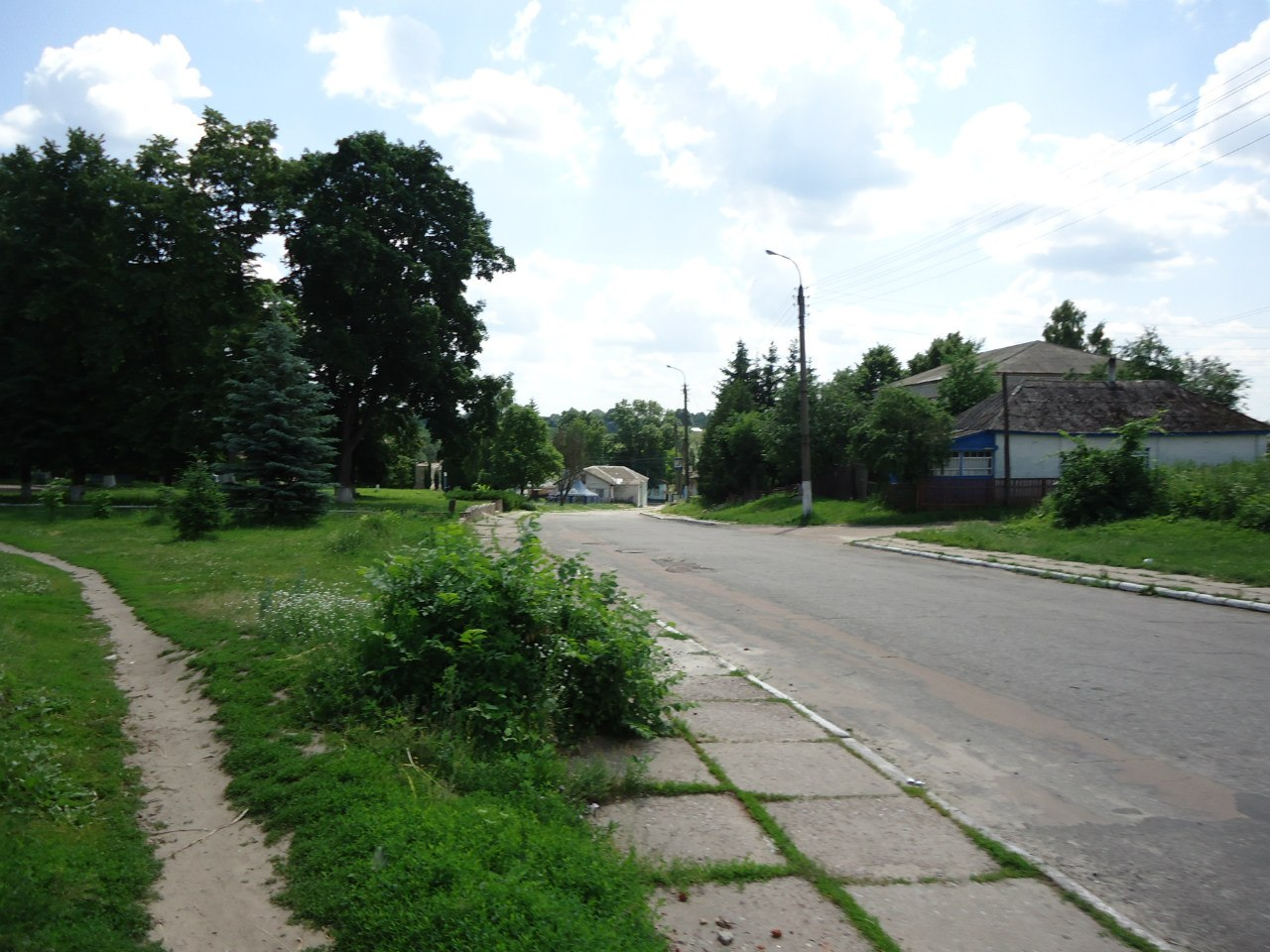
Одна з вулиць селища
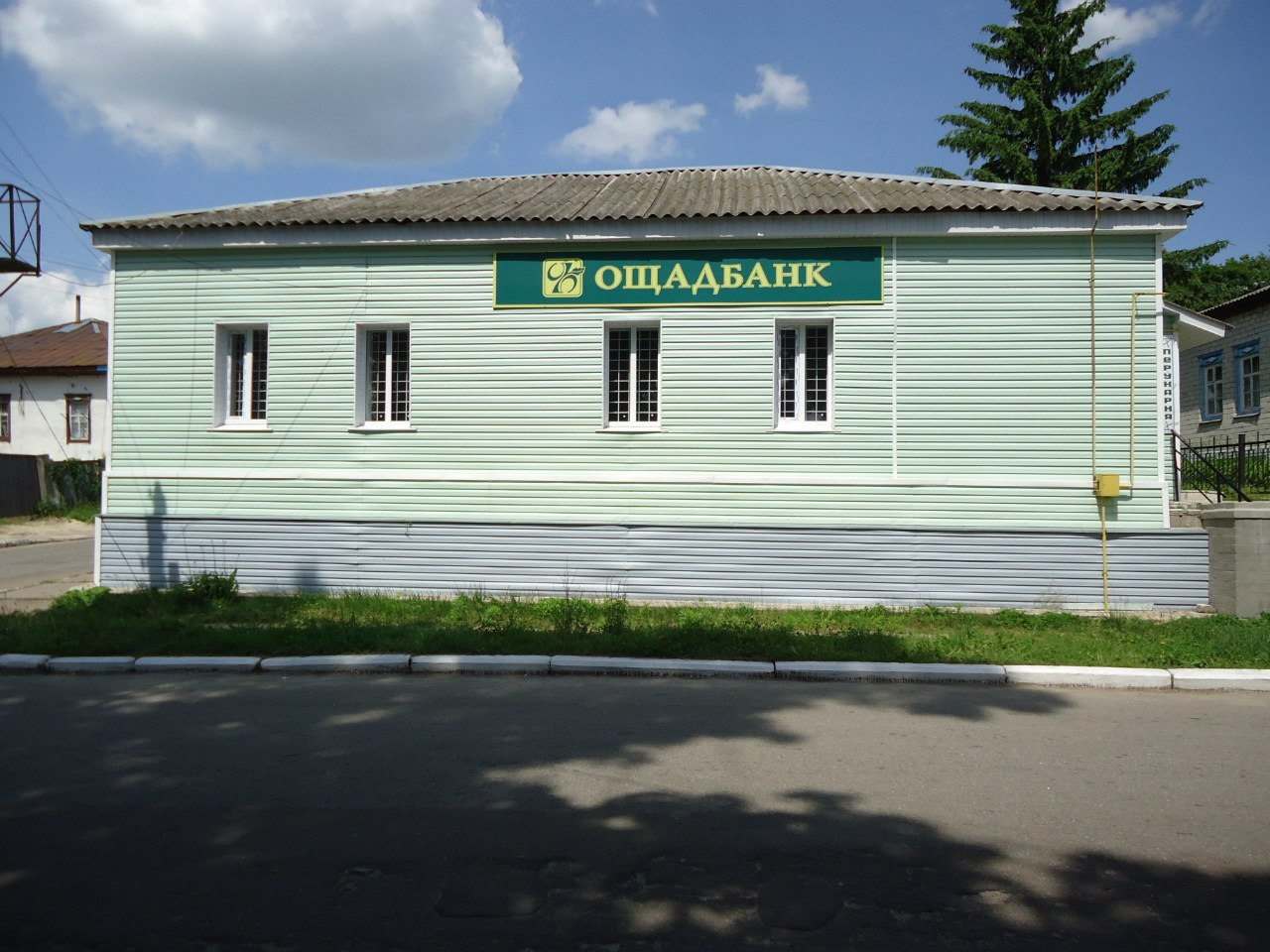
Філія Ощадбанку